# Сомали (полуостров)
Сомали́ — полуостров на востоке африканского континента. С севера омывается водами Аденского залива, с востока — Индийского океана. На северо-восточной оконечности полуострова находится мыс Гвардафуй. Широко распространённое, хотя и не принятое в официальной картографии название полуострова — Африканский Рог (англ. Horn of Africa). В древние и средневековые времена упоминался как Билад аль-Барбар («Земля варваров»).
Территория полуострова в основном входит в состав государства Сомали, часть — в состав Эфиопии, Эритреи, Джибути.
Площадь полуострова составляет около 750 000 км².

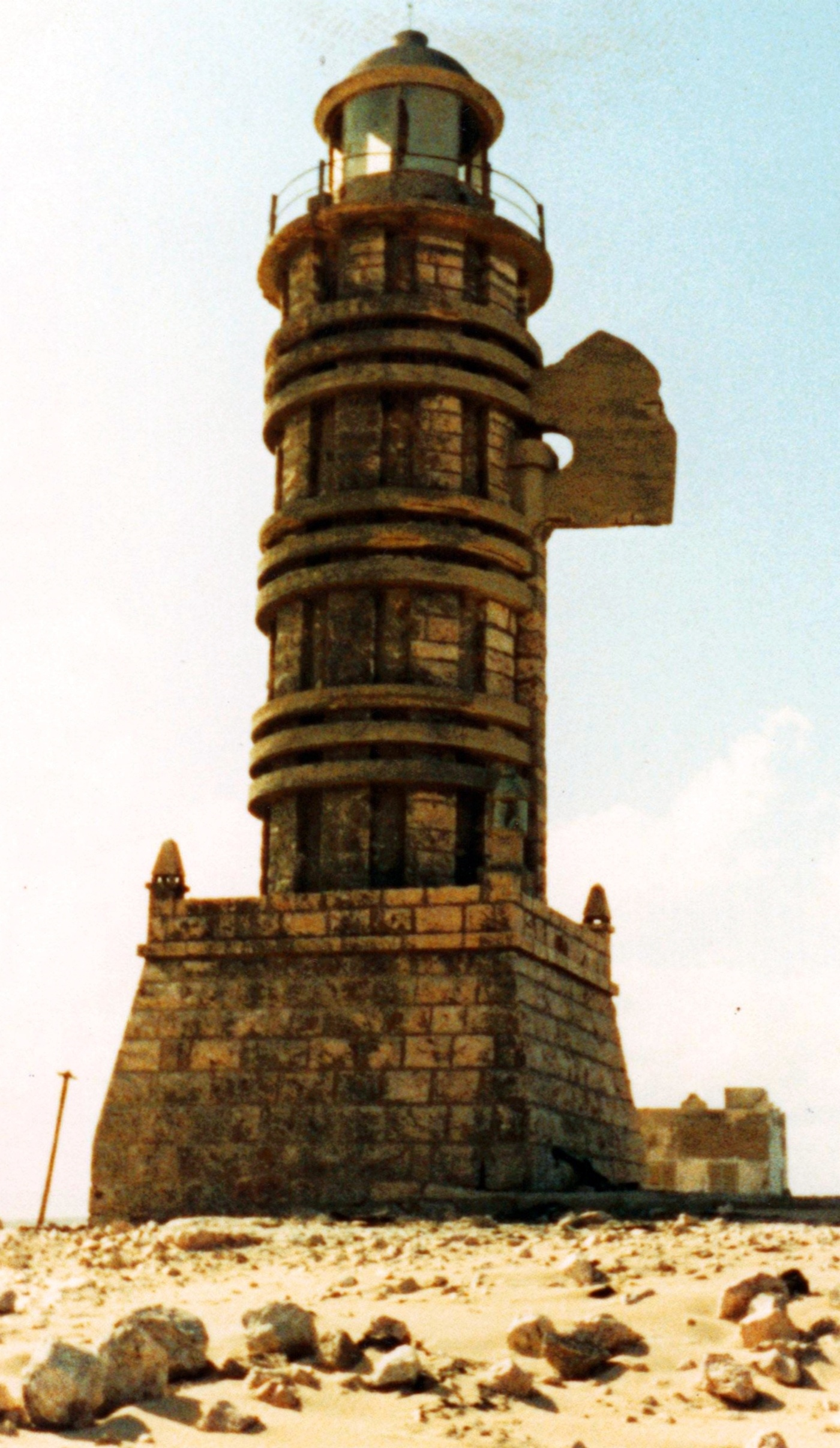
Недействующий маяк на мысе Гвардафуй (северо-восточная оконечность полуострова)

По данным МВФ, в 2010 году на полуострове Сомали общий ВВП (ППС) составил 106,224 млрд долларов США, а номинальный — 35,819 млрд долларов США. ВВП на душу населения в 2010 году составил 1061 доллар США (ППС) и 358 долларов США (номинал).

## География и климат
Полуостров Сомали почти равно удалён и от экватора, и от Северного тропика. Преобладает горный ландшафт, возникший в результате формирования Восточно-Африканской рифтовой долины, которая представляет собой трещину в земной коре, пролегающую от Эфиопии до Мозамбика и отмечающую разделение Африканской и Арабской тектонических плит. Самые высокие горы на этой территории — горы Сымен в северо-западной Эфиопии. Когда-то горы Сымен и Бале́ (где находится одноимённый национальный парк) покрывали значительные ледники, которые, однако, стали таять с начала голоцена. По направлению к Красному морю высота гор резко уменьшается, а в направлении Индийского океана — постепенно.
Низины полуострова Сомали в целом являются районом засушливым, несмотря на их близость к экватору. Причина в том, что ветры тропических муссонов, которые приносят дожди в Сахель и регион Судан, дуют с запада. Постепенно, приближаясь к Джибути и Сомали, они перестают нести влагу, поэтому на большей части полуострова Сомали выпадает малое количество осадков в муссонный период. На западе и в центре Эфиопии, а также на самом юге Эритреи идут сильные муссонные дожди. В горах Эфиопии осадки достигают свыше 2000 мм в год, даже в Асмэре в год выпадает в среднем 570 мм. Дожди — единственный источник воды для многих областей вне Эфиопии, особенно это касается Египта.
Пустыня Данакиль простирается на 100 000 км2 на северо-востоке Эфиопии, в южной части Эритреи и на северо-западе Джибути. Район известен своими вулканами и экстремальной жарой, с ежедневными температурами выше 45 °C, а часто превышающими 50 °C. Здесь есть много озёр, сформированных потоками лавы, которые заполнили несколько долин. Среди них озеро Асале (116 м ниже уровня моря) и озеро Джулетти/Афрера (80 м ниже уровня моря), оба из которых обладают криптодепрессиями в депрессии Данакиль. Афрера содержит много действующих вулканов, в том числе Марахо, Даббаху, Афдер и Эртале.
Зимой северо-восточный пассат приносит дожди лишь в горные районы северного Сомали, где уровень годовых осадков достигает 500 мм. На восточном побережье ветра дуют параллельно берегу, к тому же присутствует сильный апвеллинг. Вследствие этого уровень годовых осадков может составлять 51 мм. В Сомали есть только две постоянные реки — Джубба и Уэби-Шабелле, берущие начало на Эфиопском нагорье.
Погода у берегов Красного моря очень жаркая: около 41 °C в июле и 32 °C в январе. Однако на восточном побережье обычно попрохладней благодаря апвеллингу течения, поэтому в Асмэре в безоблачные ночи часто случаются заморозки.

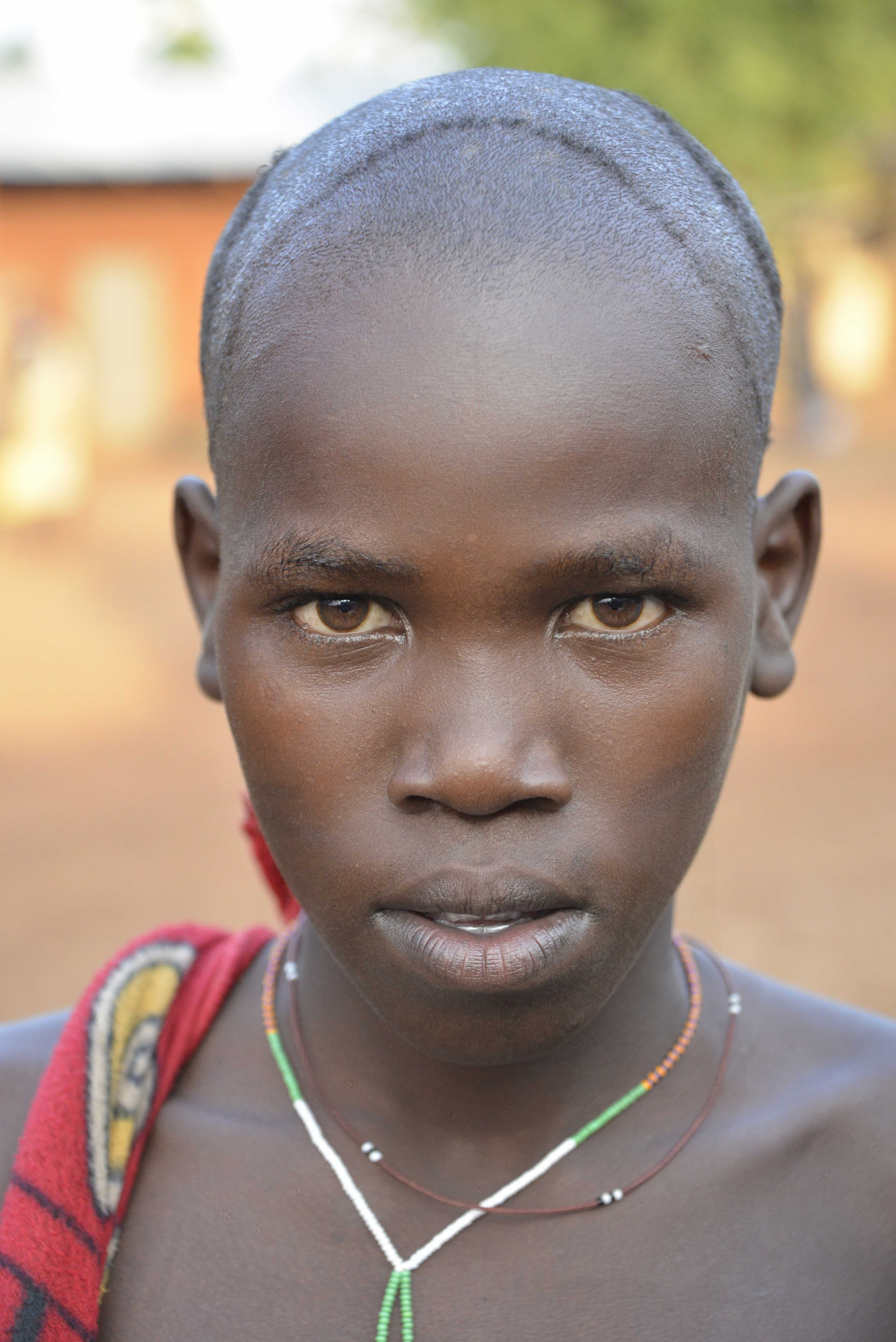
Представитель народа сурма

## Население
Страны полуострова Сомали не только находятся в схожих природно-географических условиях, но и этнически, лингвистически связаны между собой, демонстрируя сложную модель взаимоотношений между различными группами. Полуостров представлен двумя основными макрогруппами:
- кушитские народы, традиционно сосредоточенные в низинах,
- эфиосемитские народы (эфиопские горцы), сосредоточенные в высокогорьях.

Согласно данным Ethnologue, в Джибути говорят на 10 отдельных языках, в Эритрее — на 14, в Эфиопии — на 90, в Сомали — на 15.
Говорящие на языке сомали, которых большинство в Сомалийской Республике и Джибути, составляют 97 % в регионе Сомали в Эфиопии. Также многие в Джибути, Эфиопии и Эритрее говорят на афарском языке. Кроме того, в этом регионе довольно широко распространены такие афразийские языки, как тигринья и амхарский язык, существуют и десятки языковых групп поменьше.
Большинство жителей Африканского Рога придерживаются какой-либо из трёх основных авраамических религий (ислам, христианство, иудаизм). Эти религии имеют давнюю историю в регионе. Древнее Аксумское царство чеканило монеты и создавало стелы, связанные с диском и полумесяцем символов божества Аштара. Оно позже стало одним из первых государств, принявших христианство, после обращения царя Эзаны II в IV веке.
Ислам был введен на северном побережье Сомали вначале с Аравийского полуострова, вскоре после хиджры. Мечеть аль-Киблатайн в Сайле — одна из старейших в Африке, она датируется VII веком. В конце IX века аль-Якуби писал, что мусульмане жили вдоль северного сомалийского побережья.
Кроме того, в регионе давно присутствует иудаизм. Кебра Негаст («Книга о Славе Царей») рассказывает, что израильские племена пришли в Эфиопию с Менеликом I, якобы сыном царя Соломона и царицы Савской (в эфиопских легендах — Македа). Легенда гласит, что Менелик, будучи взрослым, вернулся к своему отцу в Иерусалим, а затем переселился в Эфиопию, и что он взял с собой Ковчег Завета.
Ряд групп этнических меньшинств в южной части Эфиопии придерживаются различных традиционных верований. Среди этих систем верования — признание народом сурма небесного бога Туму.

## Экология
На полуострове находятся национальные парки и заповедники международного значения. Однако территория полуострова Сомали серьёзно страдает от истощения пастбищ, осталось лишь 5 % изначального ареала. На Сокотре другая серьёзная угроза окружающей среде — развитие инфраструктуры.

### Фауна

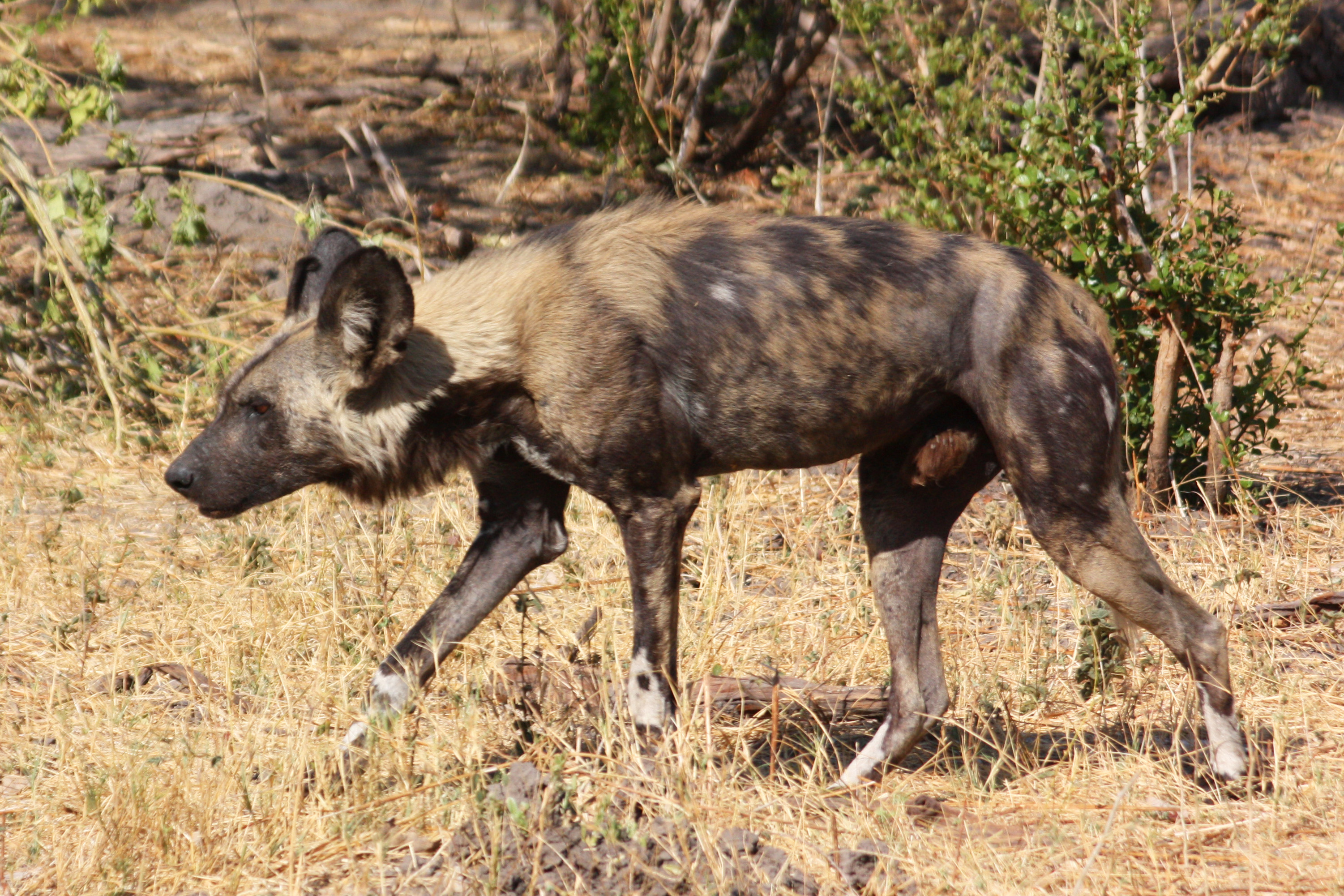
Гиеновидная собака

На полуострове Сомали встречаются более 220 видов млекопитающих. Некоторые виды антилоп, такие как бейра, дибатаг, сомалийский, или серебряный, дикдик и газель Спика, находятся под угрозой вымирания. Также здесь водятся сомалийский дикий осёл, пустынный бородавочник, гамадрил, сомалийская карликовая песчанка, песчанка вало (лат. Ammodillus imbellis) и кистехвостый гунди (лат. Pectinator spekei). Зебра Греви — уникальное дикое животное этого региона, представитель семейства лошадиных. На полуострове Сомали можно найти популяции гиеновидных собак, которые являются вымирающим видом.
Здесь обитают такие птицы, как золотокрылые вьюрки, птицы вида Laniarius liberatus, особый вид коноплянки (лат. Carduelis johannis), куропатка (лат. Francolinus ochropectus).
Здесь больше видов рептилий, чем в любом другом регионе Африки. Насчитывается свыше 285 видов, около 90 из них можно найти лишь на полуострове Сомали.
Земноводные здесь почти не водятся.
Пресноводных рыб около 100 видов, 10 из которых можно найти лишь в водах полуострова Сомали.

### Флора
Насчитывается около 5000 сосудистых растений, растущих в этом регионе, половину из которых можно найти только здесь. Эндемизм (распространение вида в узком ареале) особенно характерен для острова Сокотра и северной части региона Сомали. Например, магнолия длиннозаострённая (лат. Magnolia acuminata), цикламен сомалийский (лат. Cyclamen somalense), кордеауксия (Cordeauxia) растут лишь на Сокотре.

## Гидрография
Полуостров омывается Аденским заливом на севере и Индийским океаном на востоке и юге. В основном рек на полуострове нет, однако в глубине его протекает река Уэби-Шабелле.